# Zbýšov, Vyškov
Zbýšov là một làng thuộc huyện Vyškov, vùng Jihomoravský, Cộng hòa Séc.